# The Reindeer Section
The Reindeer Section est un supergroupe de rock indépendant britannique, originaire de Glasgow, en Écosse. Il est formé en 2001 par Gary Lightbody et séparé en 2002.

## Biographie
Le groupe est formé en 2001 à l'initiative de Gary Lightbody, leader du groupe Snow Patrol, qui a proposé à plusieurs membres de groupes écossais d'enregistrer un album tous ensemble. Lightbody a entièrement composé l'album qui a été enregistré en dix jours avec la participation de nombreux musiciens, notamment Aidan Moffat d'Arab Strap, Richard Colburn et Mick Cooke de Belle and Sebastian, John Cummings de Mogwai et Jonny Quinn de Snow Patrol. L'album, intitulé Y'All Get Scared Now, Ya Hear! sort le 30 octobre 2001 et se classe à la 107e place de l'UK Albums Chart.
Le groupe réédite l'expérience l'année suivante avec une formation légèrement modifiée, comprenant entre autres Roddy Woomble d'Idlewild, Norman Blake de Teenage Fanclub et Eugene Kelly de The Vaselines alors que Colburn et Cooke en sont absents. Le deuxième album est intitulé Son of Evil Reindeer et sort le 13 août 2002, se classant à la 110e place de l'UK Albums Chart alors que le single You Are My Joy  pointe à la 89e place de l'UK Singles Chart. Cette même année, le groupe met fin à ses activités.

## Discographie

### Albums studio
- 2001 : Y'All Get Scared Now, Ya Hear! (107e de l'UK Album Charts[2]) (Bright Star Recordings)
- 2002 : Son of Evil Reindeer (110e de l'UK Album Charts[2]) (Bright Star Recordings, Play It Again Sam)

### Singles
- 2002 : You Are My Joy (Bright Star Recordings)